# Mesomys stimulax
Mesomys stimulax es una especie de roedor de la familia Echimyidae.

## Distribución geográfica
Se encuentra en Brasil.